# Тит (император)
Тит Фла́вий Веспасиа́н (лат. Titus Flavius Vespasianus; 30 декабря 39, Рим, — 13 сентября 81, Аквы Кутилиевы), в отличие от отца, своего полного тёзки, вошедший в историю под личным именем Тит, — римский император из династии Флавиев, правивший с 79 по 81 год. В юности принадлежал к окружению Цезаря Британника, в дальнейшем начал военную карьеру. Под началом отца с 67 года сражался с восставшими иудеями. В 70 году, когда Веспасиан захватил императорскую власть, Тит возглавил армию в Иудее. После ожесточённых боёв он взял штурмом Иерусалим и разрушил Храм, а по возвращении в Рим отпраздновал триумф (в 71 году).
Ещё при жизни отца Тит стал официальным наследником императорской власти. Он занимал должность префекта претория и почти каждый год избирался консулом. После смерти Веспасиана в 79 году Тит стал императором (это был первый в истории Рима случай перехода власти от отца к родному сыну). Во внутренней и внешней политике Тит продолжил курс отца. Его недолгое правление было отмечено большим пожаром в Риме и извержением Везувия; при ликвидации последствий этих катаклизмов Тит проявил большую щедрость. В античных источниках он изображён как идеальный правитель.
В эпоху Нового времени Тит стал главным героем ряда произведений искусства и в том числе многих опер, самая знаменитая из которых — «Милосердие Тита» Вольфганга Амадея Моцарта.

## Биография

### Происхождение
Тит принадлежал к незнатному роду из города Реате в Лации. Его прадед Тит Флавий Петрон, по слухам, был уроженцем Транспаданской Галлии и каждый год приезжал в землю сабинов в составе сельскохозяйственной артели; в конце концов он обосновался в Реате и женился. Впрочем, Светоний пишет, что каких-либо доказательств в пользу этой версии не нашёл. Достоверно известно, что Петрон был центурионом или даже рядовым солдатом в армии Гнея Помпея Великого. После битвы при Фарсале в 48 году до н. э. он ушёл в отставку, вернулся на малую родину и смог разбогатеть на распродажах. Его жену звали Тертулла, и она владела поместьем близ города Коза в Этрурии.
Сын Петрона, Тит Флавий Сабин, по некоторым данным, был простым центурионом или примипилом, а после отставки по состоянию здоровья стал сборщиком пошлин в провинции Азия. Позже он жил в землях гельветов, где занимался ростовщичеством. Его жена, Веспасия Полла, была более знатной особой: её отец Веспасий Поллион трижды избирался военным трибуном и занимал почётную должность начальника лагеря, а брат в своей карьере дошёл до претуры и заседал в римском сенате. Флавий Сабин, возможно, разбогател настолько, что был принят во всадническое сословие. Удачной женитьбой он обеспечил сенаторский статус для своих сыновей; таким образом, Флавии в отличие от всех предыдущих правителей Рима не имели предков-сенаторов.
У Тита Флавия Сабина было трое детей. Первой родилась девочка, которая вскоре умерла; потом родился сын, получивший имя отца. Третьим стал Тит Флавий Веспасиан, чаще именуемый просто Веспасианом, первый император из этой семьи. В год рождения своего старшего сына, получившего то же имя, Веспасиан предположительно занимал должность претора. Мать Тита, Флавия Домицилла Старшая, была ещё менее знатной особой: её отец Флавий Либерал был всего лишь писцом при квесторе, а сама она получила римское гражданство только через суд.

### Ранние годы
Тит Флавий Веспасиан-младший родился в Риме, «в бедном домишке близ Септизония, в тёмной маленькой комнатке». Во времена Светония это здание ещё было целым, и место появления на свет императора мог увидеть любой желающий. Светоний датирует рождение «третьим днём до январских календ» года, «памятного гибелью Гая», то есть 30 декабря 41 года, но в другом месте он сам пишет, что Тит умер на сорок втором году жизни, а не на сороковом, как следовало бы предположить, исходя из его датировки. Флавий Евтропий сообщает, что Тит прожил сорок два года, а Секст Аврелий Виктор — что он прожил 41 год. Наконец, согласно Диону Кассию Тит стал императором в возрасте тридцати девяти лет, пяти месяцев и двадцати пяти дней. На основании всех этих данных исследователи полагают, что Тит родился 30 декабря 39 года. Светоний мог просто спутать даты рождения Тита и Цезаря Британника, к окружению которого принадлежал юный Флавий.

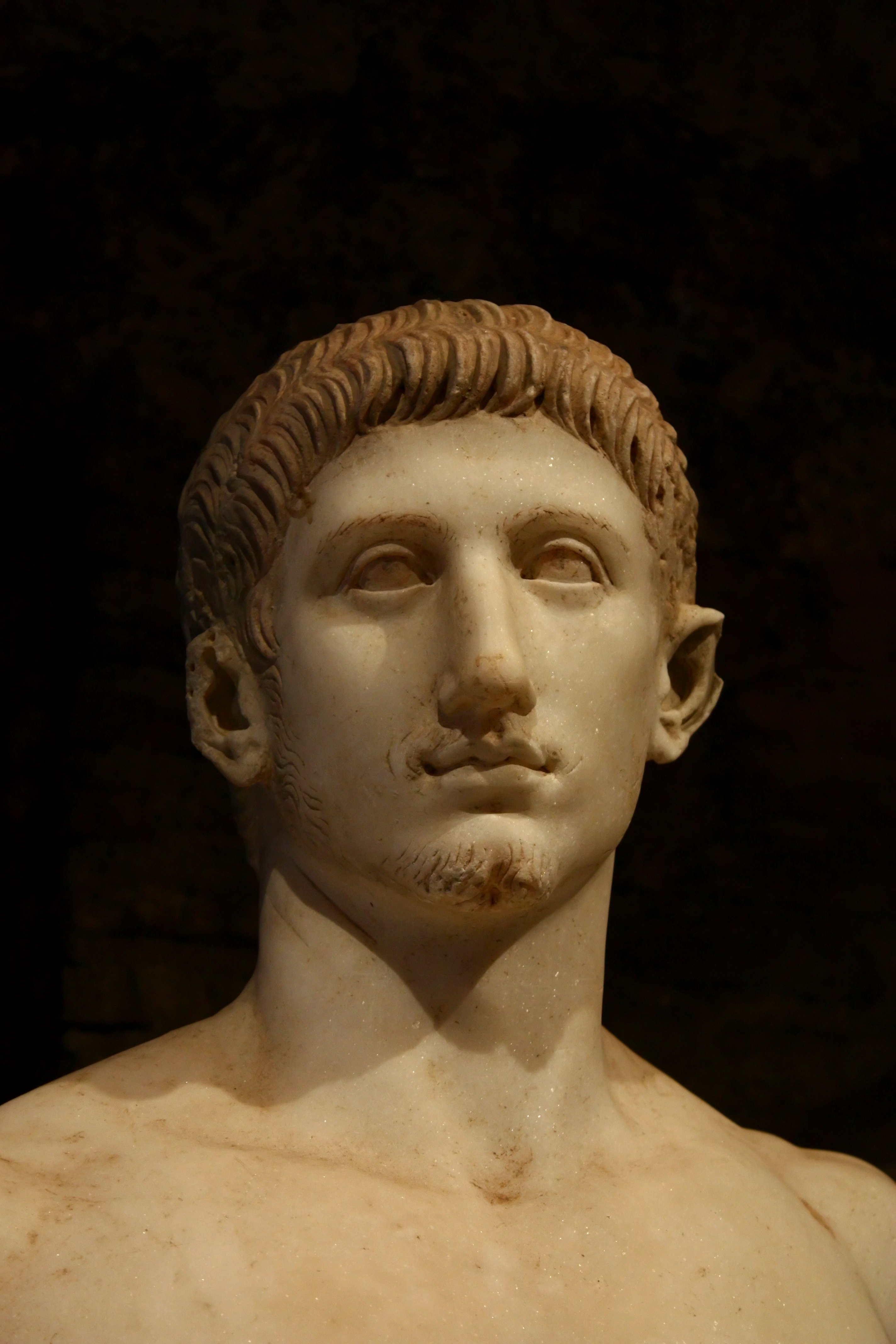
Цезарь Британник

Тит был старшим ребёнком в семье. Позже у него появились сестра (дата её рождения неизвестна) и брат, Тит Флавий Домициан (51 год). Глава семьи в течение всего правления Клавдия (41—54 годы) делал успешную карьеру, пользуясь покровительством императорского приближённого Нарцисса. Веспасиан командовал легионом в Верхней Германии (в 41 или 42 году) и в Британии (в 43 году), занимал должность консула-суффекта в 51 году. Тит же воспитывался при дворе вместе с единственным сыном Клавдия Цезарем Британником и был его близким другом. С юности он был всесторонне развитой личностью: Тита отличали физическая сила, отличное владение «конём и оружием», исключительная память, музыкальные способности, умение сочинять стихи и произносить речи как на латыни, так и на греческом языке.
В 54 году Клавдий умер. Новым императором стал его юный пасынок Нерон, за которого первое время правила мать, Агриппина. Эта матрона ненавидела Нарцисса и всех его ставленников; к тому же отец Тита предположительно принадлежал к той придворной «партии», которая выступала за передачу власти Британнику, так что положение семьи Флавиев резко изменилось. Британник в 55 году был отравлен Нероном на пиру, и Тит, возлежавший рядом с другом, попробовал отравленное питьё, после чего «долго мучился тяжкой болезнью». После этих событий Веспасиану пришлось уйти в отставку. Последующие годы семья Флавиев провела не только вдали от политики, но и, по словам Светония, в нищете. Впрочем, это могло быть преувеличением, связанным с желанием античных историков представить Веспасиана и Тита жертвами Нерона.
После гибели Агриппины (59 год) Веспасиан возобновил свою политическую карьеру, а Тит поступил на военную службу. Он был военным трибуном в Германии и Британии, где, по словам Светония, «проявил себя великой доблестью и не меньшей кротостью»; у Тацита упоминается слава, которую стяжал Тит в Германии. Точных датировок нет. Существует гипотеза, что на рейнской границе будущий император мог служить совместно с Плинием Старшим, и тогда нужно говорить о конце 50-х годов. Немецкий исследователь С. Пфайфер пишет о 61—63 годах. Дион Кассий утверждает, будто Тит воевал в Британии в 47 году вместе с отцом, но это сообщение не может соответствовать действительности.
Вернувшись в Рим, Тит начал выступать в суде — «больше для доброй славы, чем для практики». Предположительно в 65 году он занимал должность квестора, сделав таким образом первый шаг в политической карьере.

### Иудейская война: под началом отца
В 66 году в Иудее началось восстание против Рима. В конце того же года Нерон назначил Веспасиана командующим армией, направленной против повстанцев, и Тит тоже отправился на Восток. Отец командировал его из Ахайи в Александрию с приказом привести на театр военных действий XV легион, расквартированный в Египте; сам Веспасиан двинулся по суше в Сирию. Весной 67 года Тит привёл легион к отцу в Птолемаиду.
Во главе шестидесятитысячной армии Веспасиан вторгся в Галилею. Сын находился при нём. Известно, что, когда Веспасиан был ранен во время затянувшейся осады Иотапаты, Тит, «озабоченный участью отца, первым прибыл на место». Позже он с отрядом в пятьсот всадников и тысячу пехотинцев помог командиру X легиона Марку Ульпию Траяну взять Яффу (предположительно 26 июня 67 года), а потом вернулся к Иотапате и одним из первых взошёл на стену города при решающем штурме, который произошёл 2 июля. Руководитель обороны Иосиф бен Маттафия сдался римлянам и получил пощаду; в дальнейшем он стал одним из приближённых Веспасиана и Тита, получил римское гражданство и имя Иосиф Флавий. Он сам пишет в своей «Иудейской войне», что Тит при первой же встрече «проникся сочувствием к его долготерпению в несчастье и сожалением к его возрасту» и больше всех хлопотал о его спасении.

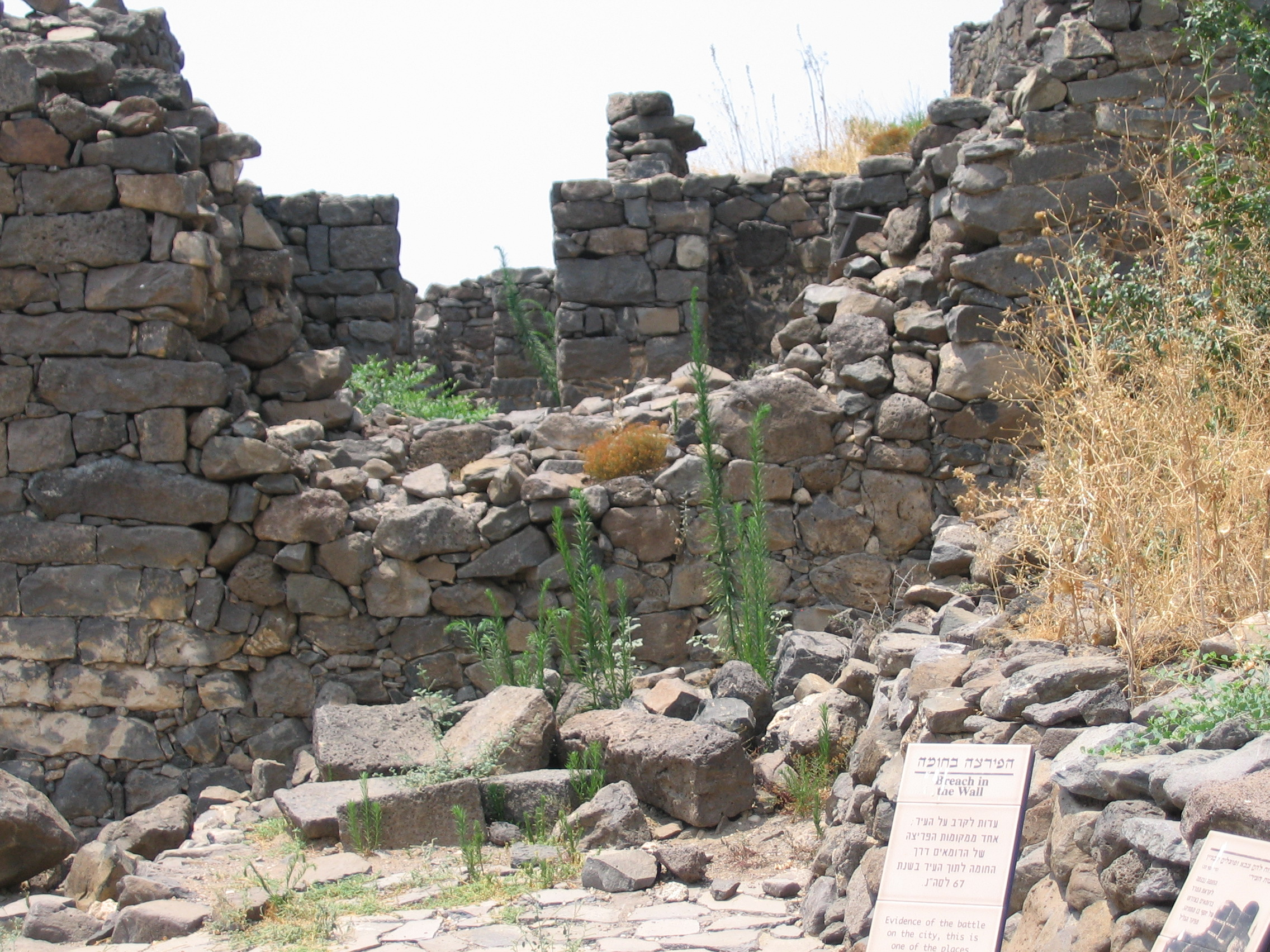
Остатки крепостной стены в Гамале

Взяв Иотапату, Веспасиан вернулся вместе с сыном в Птолемаиду, а потом занял города на средиземноморском побережье Галилеи. Тит сопровождал отца в Кесарию Филиппову на встречу с царём Агриппой II. Позже он привёл из Кесарии Приморской два легиона в Скифополис, и оттуда римляне двинулись во владения Агриппы, чтобы усмирить принадлежавшие ему города. Тит отличился под Тарихеей: командуя авангардным отрядом в 600 всадников, он разбил врага в полевом сражении и первым ворвался в город. После этого он по поручению отца ездил к наместнику соседней Сирии Гаю Лицинию Муциану. Вернувшись, Тит принял участие во взятии Гамалы: он командовал отрядом, который первым вступил в город через пролом в стене 20 октября 67 года. После этой победы во всей Галилеи оставался только один город, не подчинявшийся Риму, — Гисхала. Тит с тысячей всадников подступил к этому городу и без боя добился его капитуляции. При этом, правда, смог бежать командир гарнизона, непримиримый враг Рима Иоанн. Но в любом случае этот бескровный успех означал покорение всего севера Иудеи.
В 68 году Веспасиан планировал нанести удар по центру восстания — Иерусалиму. Предварительно он покорил территории, окружавшие этот город с разных сторон, — Идумею, Перею, земли у Мёртвого моря. О роли Тита в этих событиях ничего не известно. Летом всё было готово для решительного наступления на Иерусалим, но всё изменили новости с запада.
Римская империя в 68 году оказалась втянутой в глубокий политический кризис. После мятежа наместников ряда западных провинций Нерон был вынужден покончить с собой, а императором стал Сервий Сульпиций Гальба. В этой ситуации Веспасиану были нужны подтверждение его статуса и новые инструкции, но ни того, ни другого он от Гальбы не получил. Поэтому Веспасиан был вынужден остановить боевые действия, а осенью, когда кампания закончилась, он отправил в Рим сына. Ходили слухи, что истинная его цель — добиться от старого и бездетного цезаря усыновления Тита, который бы стал в этом случае наследником верховной власти. Но на пути, в Коринфе, Тит узнал, что Гальба убит преторианцами и что новым принцепсом стал Марк Сальвий Отон, а германские легионы провозгласили императором Авла Вителлия. После долгих раздумий Тит повернул назад.
С определённого момента Веспасиан готовился к мятежу, чтобы захватить власть. Тит сыграл важную роль в этой подготовке: именно его посредничество, согласно Тациту, сделало возможным союз Веспасиана с наместником соседней Сирии Гаем Лицинием Муцианом, командовавшим четырьмя легионами. В апреле 69 года Вителлий разгромил Отона, и последний покончил с собой, а в первые дни июля легионы Египта, Иудеи и Сирии провозгласили императором Веспасиана. Новый претендент на верховную власть отправился вместе с Титом в Александрию, откуда он организовывал морскую блокаду Италии и следил за ходом гражданской войны, в которой его войсками командовали Муциан и Марк Антоний Прим. В октябре флавианцы вторглись в Италию с северо-востока и одержали победу во второй битве при Бедриаке, а в декабре они заняли Рим. В боях погиб дядя Тита, Тит Флавий Сабин; брат Домициан смог спастись. Сенат признал Веспасиана императором и провозгласил его и Тита консулами на 70 год in absentia («в их отсутствие»). Тит стал ещё и цезарем: с этого момента он носил имя Тит Цезарь Веспасиан. Узнав обо всём этом, Веспасиан начал готовиться к отбытию в столицу; сына же он назначил командующим иудейской армией.

### Иудейская война: командование

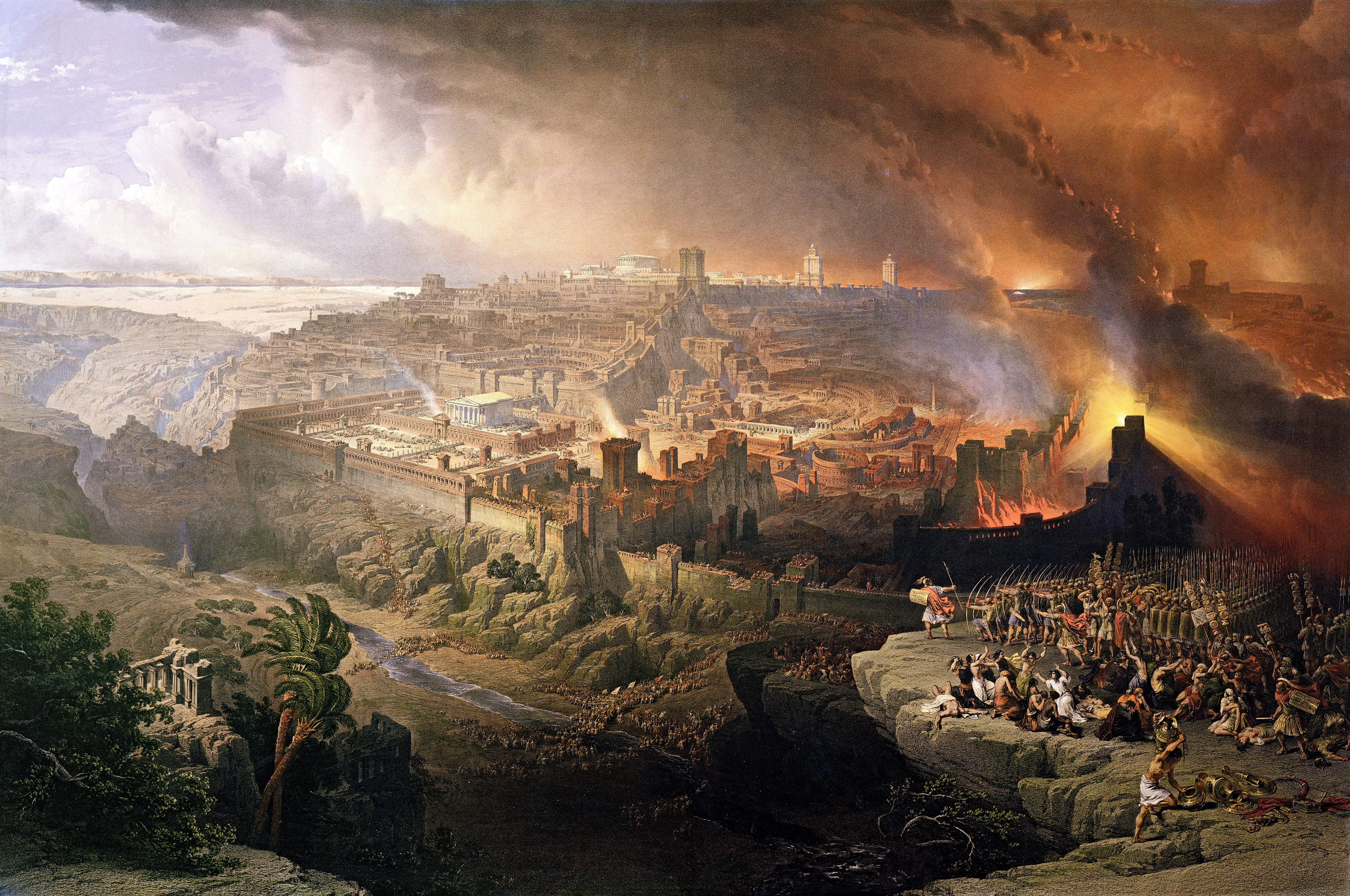
Осада Иерусалима римлянами в 70 году. Дэвид Робертс, 1850 год

В начале 70 года Тит отправился из Александрии в Иудею. От отца он получил все три легиона, участвовавшие в военных действиях 67—68 годов (V, X и XV), а также XII легион из Сирии и две тысячи солдат из III и XXII легионов; кроме того, свои войска к нему привели цари Агриппа Иудейский, Соэм Эмесский и Антиох IV Коммагенский. Все эти силы в апреле 70 года собрались вокруг Иерусалима. Формальным командующим был Тит, но роль главного советника при нём играл бывший префект Египта Тиберий Юлий Александр.
Повстанцы использовали полученную благодаря гражданской войне передышку для строительства дополнительных укреплений, так что взятие Иерусалима было очень непростой задачей. Первоначальным планам Тита взять город быстрым штурмом не суждено было осуществиться. В первые же дни осады защитники города предприняли неожиданную вылазку против X легиона, стоявшего на Масличной горе; они добились частичного успеха, но были оттеснены. Римляне сосредоточили усилия на северной части укреплений. С помощью таранов им удалось проделать пролом в стене Агриппы I и прорваться в предместье Бецета (6 или 7 мая). Параллельно внутри города шли бои между представителями политических «партий», которыми руководили Иоанн из Гисхалы, Элеазар, сын Симона, и Симон бар Гиора. Иоанн разгромил Элеазара и установил контроль над Храмовой горой, но в ходе боёв практически полностью сгорели запасы зерна. В результате в Иерусалиме начался голод.
К июню 70 года армия Тита контролировала всё пространство между стеной Агриппы I и укреплениями старого города, а повстанцы продолжали удерживать Храмовую гору, Верхний и Нижний город. Тит воздвиг вокруг Иерусалима валы, на которых были установлены осадные машины, но иудеи сделали подкоп, валы разрушили, а машины сожгли. Тогда римляне перешли к полной блокаде. Внутри города начался голод, от которого, по данным Иосифа Флавия, погибло 600 тысяч человек; исследователи считают эти данные завышенными, но всё-таки дающими информацию о масштабе бедствия.
В июле римляне начали штурмовать башню Антония — ключ к Храмовой горе. С помощью таранов они пробили стену, но оказалось, что за ней уже построена новая. После двухнедельных боёв солдаты Тита всё-таки заняли башню и подступили к Храму. Пробить его стену тараном не удалось; «когда Тит убедился, что пощада чужих святынь ведёт к ущербу и гибели его солдат, он отдал приказ поджечь ворота». На следующий день (предположительно 5 августа) Тит собрал своих офицеров, чтобы решить, что делать с Храмом дальше. Согласно Иосифу Флавию, командующий отверг предложение разрушить Храм; но есть прямо противоположное свидетельство Сульпиция Севера, использовавшего утраченные книги «Истории» Тацита. Большинство учёных считает, что именно Тит настоял на том, чтобы Храм был разрушен.
Во время следующей схватки римляне подожгли Храм. Тит успел заглянуть в Святая Святых, прежде чем она погибла в огне. Последние защитники Храмовой горы бежали в Верхний город, а римляне водрузили на горе знамёна и провозгласили Тита императором.

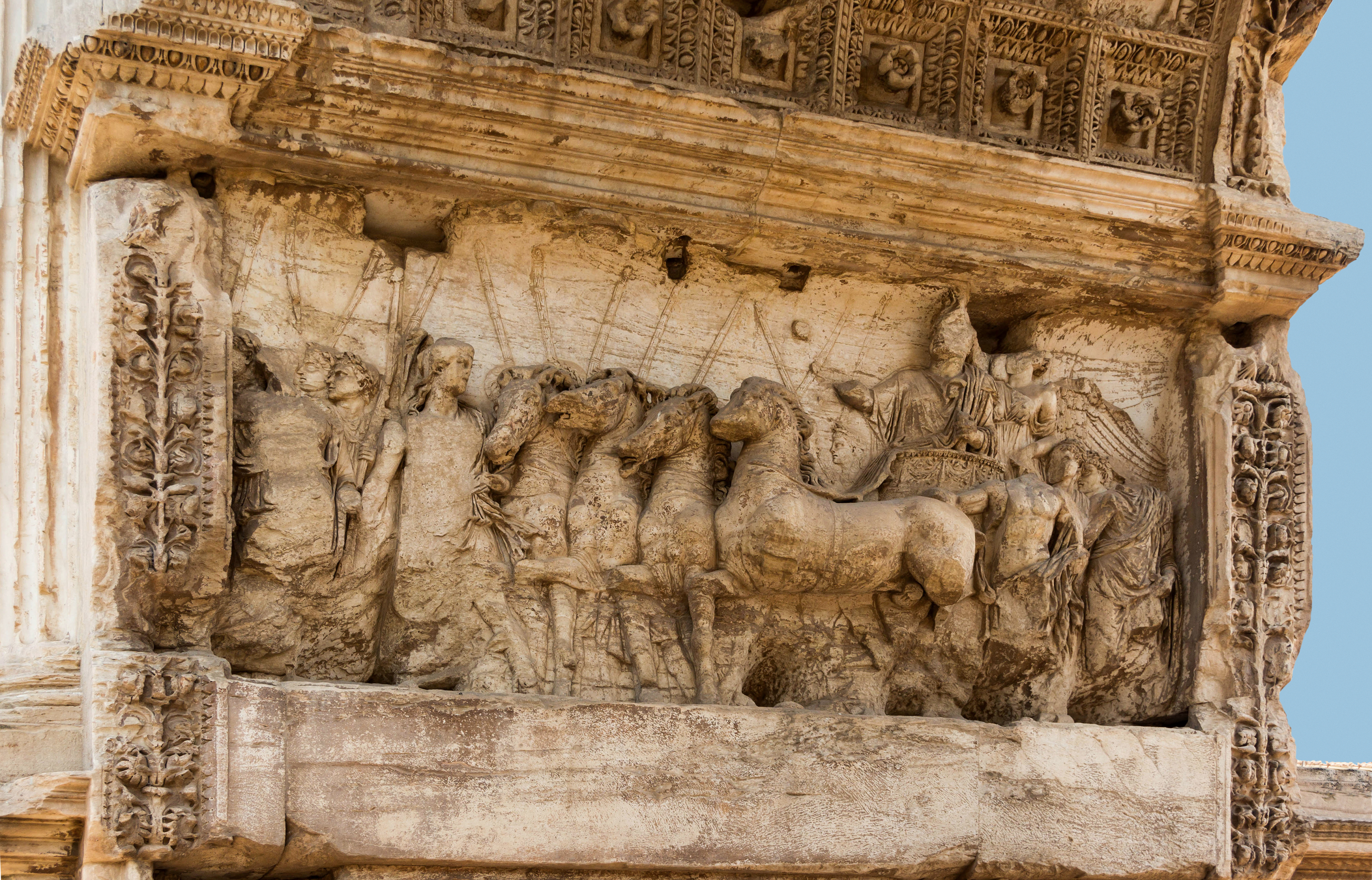
Иудейский триумф (рельеф на арке Тита)

Потеряв столь важный пункт обороны, Иоанн из Гисхалы и Симон бар Гиора начали переговоры. Они просили Тита предоставить им выход из города, а он настаивал на безоговорочной капитуляции. Не желая идти на уступки, Тит возобновил военные действия; его солдаты ворвались в Нижний город, где начались резня и пожары. Оставшийся непокорённым Верхний город за восемнадцать дней был окружён валом со стоявшими на нём осадными машинами. Последние защитники бросились бежать, как только тараны заработали, и в восьмой день месяца гарпея (3 сентября 70 года) Иерусалим пал. Иоанн и Симон, пытавшиеся скрыться в подземных ходах, были схвачены и отправлены в Рим для триумфа вместе с семьюстами еврейскими юношами. Погибло во время осады, по данным Иосифа Флавия, один миллион сто тысяч иудеев, а в плен попали девяносто семь тысяч человек. Большинство пленных римляне отправили на египетские рудники; часть была распята на крестах, часть продана в рабство. От взятого города Тит оставил только небольшую часть укреплений, которую можно было занять римским гарнизоном. В целом в отношении побеждённых Тит действовал без какой-либо снисходительности: пленные продолжали погибать во время празднеств, которые римляне устраивали по случаю своей победы, выжившие были обложены податью в пользу Юпитера Капитолийского. В то же время просьбы жителей Александрии и Антиохии об изгнании иудеев из этих городов не были исполнены.
С падением Иерусалима война ещё не была закончена: повстанцы контролировали Иродион, Махер и Масаду. Но Тит предоставил взятие этих крепостей новому наместнику Иудеи. Сам он отправился в Кесарию, оттуда в Александрию, а в середине июня 71 года прибыл в Рим, где был удостоен роскошного триумфа. Захваченная им в Храме добыча была выставлена в специально построенном храме Мира; на форуме позже появилась арка Тита.

### Наследник императора

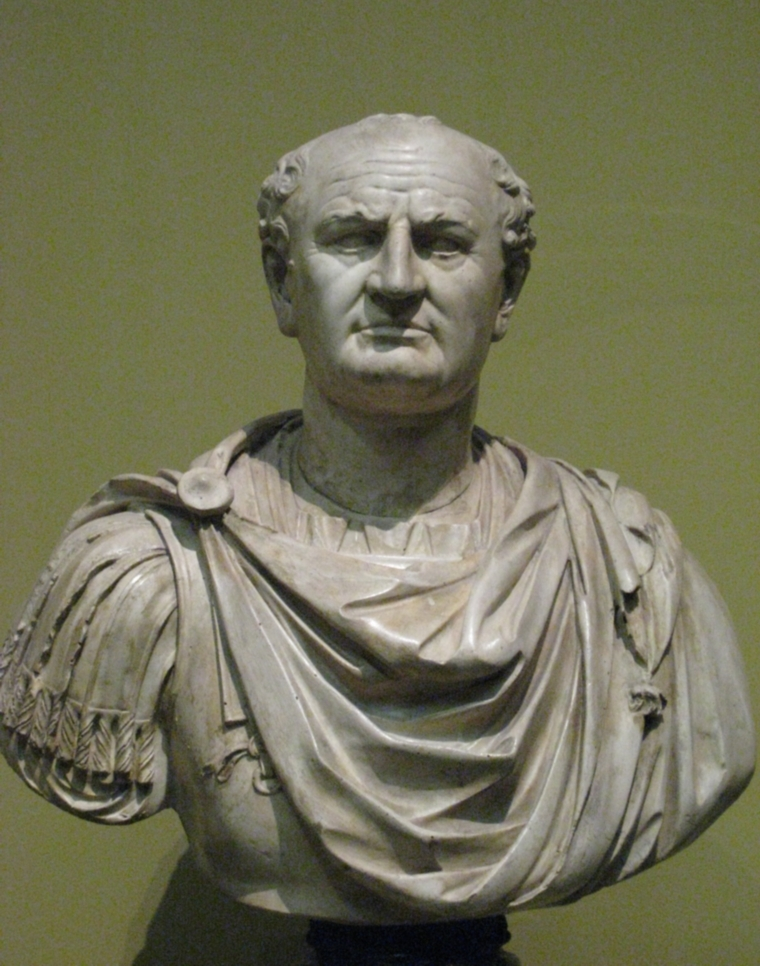
Веспасиан

При Веспасиане Тит занял положение официального наследника императорской власти. За десять лет отцовского правления он семь раз был ординарным консулом (его коллегой во всех случаях был Веспасиан), в 73 году был цензором (тоже вместе с отцом), с 71 года был носителем полномочий народного трибуна. Династический характер власти Флавиев был подчёркнут иудейским триумфом, в котором участвовали трое представителей семьи: Тит и Веспасиан стояли в колеснице, а Домициан ехал за ними на белом коне. Тит возглавил после 71 года все дворцовые службы, стал префектом претория, зачитывал речи отца в сенате. К 79 году он носил титулы цезаря и августа, провозглашался императором четырнадцать раз, входил во все три основные жреческие коллегии (понтификов, авгуров и арвальских братьев), чеканил собственную монету. Веспасиан открыто заявлял в сенате, «что наследовать ему будут или сыновья, или никто».
Не всех Тит устраивал в качестве наследника. Античные авторы пишут, что при жизни отца Тит имел очень плохую репутацию: его обвиняли в жестокости, алчности, коррумпированности, сексуальной распущенности. По Риму ходили слухи о его связях с иудейской царицей Береникой, с мальчиками и евнухами. «Поэтому все видели в нём второго Нерона и говорили об этом во всеуслышание». Сообщение Светония о «непрекращавшихся заговорах» против Веспасиана исследователи связывают как раз с недовольством сенаторов навязыванием им Тита в качестве преемника. Конкретная информация есть только о заговоре Тита Клодия Эприя Марцелла и Авла Цецины Аллиена (неизвестно, было это два заговора или, всё-таки, один). Эприй Марцелл покончил с собой, а Цецина был убит без суда по приказу Тита сразу после совместного обеда. Существует мнение, что Веспасиан назначил Тита префектом претория как раз для того, чтобы расправиться со своими врагами среди сенаторов и военачальников: действуя таким образом, Веспасиан мог сохранять репутацию милосердного императора, а за жестокость упрекали только его сына.

### Правление

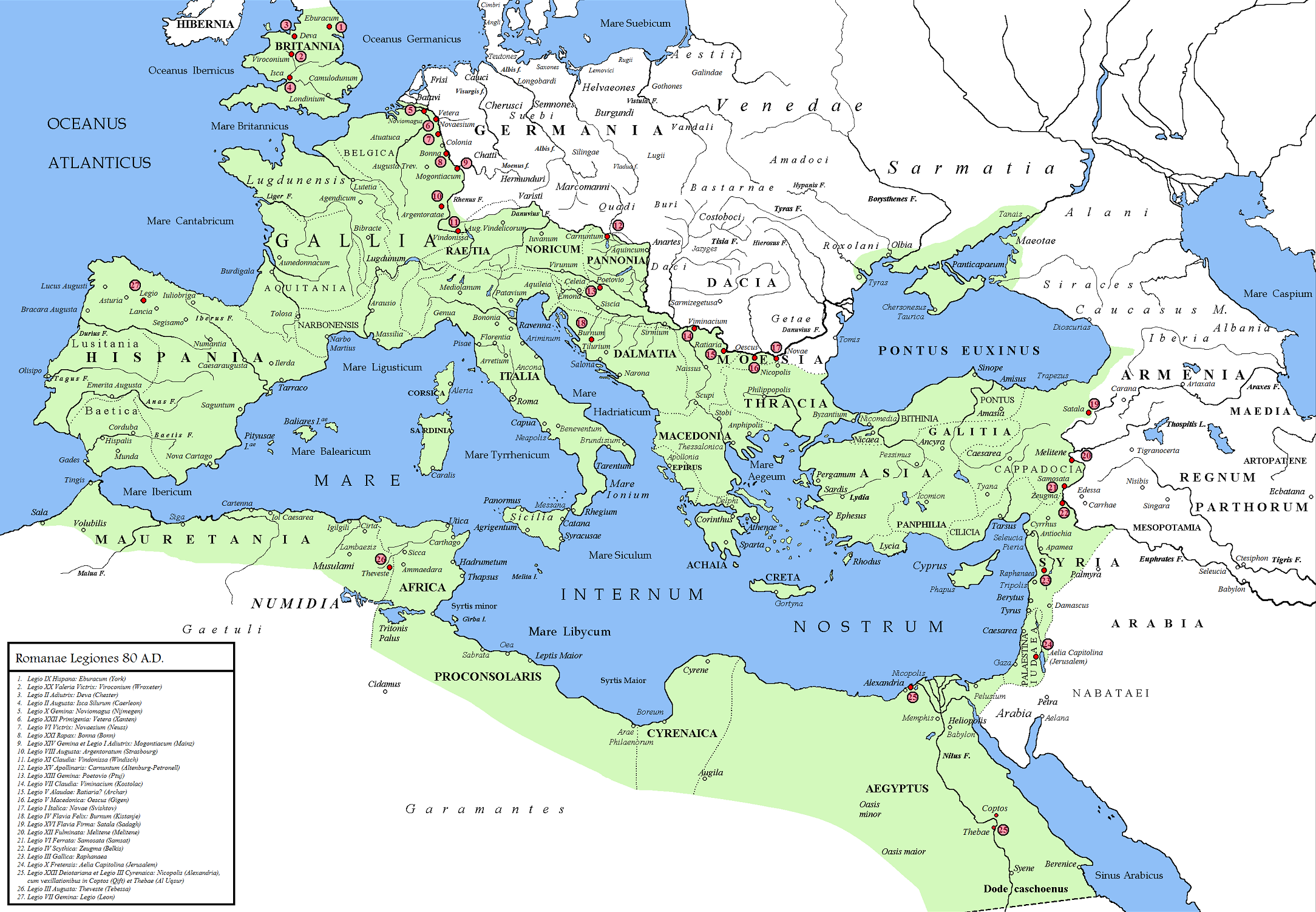
Римская империя в 80 году

После смерти Веспасиана 24 июня 79 года Тит стал единоличным правителем империи. Это был первый случай в истории Рима, когда верховная власть перешла от отца к родному сыну. Источники не упоминают специальное сенатское заседание, посвящённое передаче власти, и lex imperii — законодательный акт, который бы эту передачу оформил; к тому же Светоний называет Тита «соучастником и блюстителем власти» ещё при жизни отца, а в официальных надписях 79 год считается не первым, а девятым годом его трибунских полномочий. Таким образом, самостоятельное правление Тита могло преподноситься государственной пропагандой как продолжение его соправления с Веспасианом, а не новый принципат. Но только после смерти отца Тит стал обладателем всех атрибутов верховной власти — сана верховного понтифика, титулов «отца отечества» и «августа», преномена император. Полное его имя в официальных документах звучало так: Император Тит Цезарь Веспасиан Август (imp. Titus Caesar Vespasianus Aug.).
Веспасиан-старший был немедленно обожествлён, так что Тита стали именовать ещё и divi Vespasiani filius. Новый император назначил себя консулом на начало 80 года вместе с братом и, по-видимому, должен был стать консулом в 82 году. Домициана он в первый же день правления назвал «соправителем и преемником»: тот в силу естественных причин стал наследником его власти. Таким образом, Тит продолжил династическую политику отца.
Правление Тита оказалось коротким (чуть более двух лет). Сообщения о нём античных авторов сводятся главным образом к двум сюжетам — стихийным бедствиям (извержению Везувия в 79 году и пожару в Риме в 80 году) и воцарившейся в империи атмосфере эйфории в связи с очень либеральным управленческим стилем Тита. Новый император приложил массу усилий, чтобы мнение о нём изменилось к лучшему и в нём перестали видеть нового Нерона. Он выслал из Рима Беренику и отдалил от себя «любимчиков», в том числе и «самых изысканных»; подтвердил единым эдиктом все дары предшественников; жестоко наказал доносчиков и их подстрекателей; отказался от расправ над сенаторами, даже уличёнными в заговоре. Представителям сенатского сословия Тит, согласно Плинию Младшему, «обеспечил безопасность и отмщение». Солдатам он даровал свободу завещаний и освобождение от налогов на землю, предоставленную по выслуге лет. В результате мнение общества о новом императоре резко изменилось: Тит заслужил репутацию идеального правителя.
В то же время исследователи констатируют, что реальный вес сената в управлении продолжал снижаться и при Тите. В источниках нет упоминаний о визитах этого императора в курию, о его попытках добиться принятия какого-либо постановления или судебного решения; нет вообще сведений о какой-либо деятельности сената в 79—81 годах. Опорой Тита были исключительно его доверенные лица. Принцепс имел репутацию человека щедрого и милостивого, но при этом, в отличие от отца, абсолютно недосягаемого для подданных любого ранга.
Античные авторы подчёркивают щедрость Тита по контрасту со скопидомством его отца: он организовал роскошные зрелища, продолжавшиеся сто дней, оставил за подданными все пожалования предыдущих императоров, развернул масштабное строительство, уменьшил налоговую нагрузку на отдельные провинциальные общины (Родос, Кос, Кесария, главный город гельветов Авентик). В связи с этим некоторые исследователи считают, что для имперской казны, которую Веспасиан наполнил ценой огромных усилий, правление Тита имело негативные последствия. Именно это могли иметь в виду Дион Кассий, писавший, что Тит «не был бы любим, если бы прожил дольше», и Светоний, по словам которого Домициана «сделала жадным бедность». Исследователь Б. Гендерсон обвинил Тита в финансовой некомпетентности или, как минимум, неосторожности.
Впрочем, есть и другая точка зрения. Тот же Дион Кассий писал, что «относительно денег Тит был очень осторожен и понапрасну не тратил». Е. Смирнова констатирует, что казна ничего не потеряла из-за одобрения Титом пожалований его предшественников: все эти пожалования были проверены при Веспасиане. Потери из-за налоговых льгот были с лихвой компенсированы увеличением сборов в Египте. Наконец, при строительстве в Риме и провинциях Тит только продолжал начатое отцом: он достроил ряд амфитеатров, храмов, терм и акведуков, включая амфитеатр Флавиев в столице, закончил восстановление храма Юпитера Капитолийского. О хорошем состоянии финансов по итогам его правления говорит и тот факт, что Домициан в первые годы явно не испытывал недостатка в деньгах.

Карл Брюллов. Последний день Помпеи. 1833

При Тите произошли два масштабных катаклизма, давшие императору повод продемонстрировать щедрость. 24 августа 79 года, спустя всего два месяца после начала его правления, произошло извержение вулкана Везувий, нанёсшее громадный ущерб Кампании. В частности, были разрушены три города — Помпеи, Геркуланум и Стабии. Известно, что в первом из них погибло около двух тысяч человек — примерно 15 % от всего населения. Выжившие остались без крыши над головой, обширные территории оказались непригодными для проживания. Ликвидацию последствий Тит поручил двум консулярам, получившим средства из казны, а также «безнаследные имущества погибших»; в результате получилось, что понесённый Кампанией ущерб возмещался в первую очередь за счёт самих кампанцев, а щедрость Тита была скорее показной. Но решить проблему императорские назначенцы смогли достаточно быстро.
В 80 году в Риме произошёл большой пожар, в течение трёх дней опустошивший, предположительно, всю северо-западную часть города — от Капитолия до Марсова поля. В частности, сгорели термы Агриппы, театр Помпея, театр Бальба, Серапейон, Пантеон и ряд других объектов. Узнав об этом, Тит, по словам Светония, сразу воскликнул: «Все убытки — мои!» На восстановление построек и храмов он отдал убранство своих пригородных усадеб и всё строительство финансировал из собственных средств, отказавшись от помощи частных лиц, городов и вассальных царей. Такое его поведение может объясняться нежеланием делить с кем-либо благодарность горожан.
О провинциальной политике Тита мало что известно. На Востоке он продолжал начатое отцом строительство стратегических дорог, сделавшее возможными лёгкие победы Траяна тридцать лет спустя. Во время правления Тита в восточных провинциях появился второй Лже-Нерон, вытесненный в Парфию и позже там казнённый. К управлению этими регионами Тит активно привлекал местных уроженцев, следуя и в этом за отцом.
На Западе при Тите продолжалась активная романизация Испании посредством распространения там латинского права, создания муниципиев и привлечения местной знати в римский сенат. О политике Флавиев в Галлии неизвестно ничего. В Британии во время правления Тита действовал Гней Юлий Агрикола, который занял остров Мона, а потом прошёл с боями всю Каледонию и даже, по-видимому, высаживался в Гибернии (большая часть этих успехов относится уже к правлению Домициана). При Агриколе в трёх городах Британии появились римские форумы, выросло число документов на латинском языке и глиняной посуды с латинскими надписями.

### Смерть и наследование власти

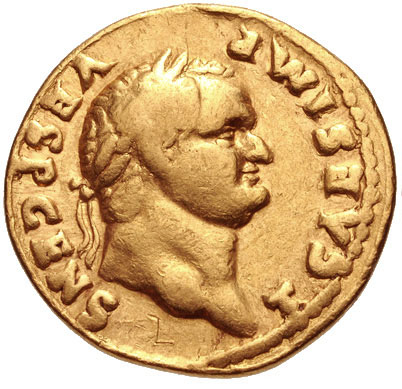
Монета Тита

Согласно Светонию, Тит заболел лихорадкой в сентябре 81 года в пути в одно из своих сабинских поместий. «На первой же стоянке он почувствовал горячку», после чего его понесли на носилках. Согласно Плутарху, император сильно простудился в Риме и, отвергнув советы врачей, посетил термы, после чего произошло фатальное ухудшение. Перед смертью Тит жаловался, «что лишается жизни безвинно: ему не в чем упрекнуть себя, кроме, разве, одного поступка». О том, что это за поступок, он так и не рассказал. Ходили слухи, будто Тит был отравлен братом, а перед смертью понял, что произошло, и пожалел, что не казнил Домициана, на которого ему теперь приходилось оставить империю.
Тит умер в сентябрьские иды (13 сентября 81 года) на той же вилле, где двадцатью шестью месяцами ранее скончался его отец. Источники сообщают, что Домициан приказал придворным оставить умирающего, как если бы тот уже скончался. Но народ и сенат, в отличие от наследника, переживали смерть принцепса как огромную потерю. Светоний пишет, что эта смерть «поразила своим ударом не столько Тита, сколько всё человечество». Посмертные почести Титу были оказаны в ряде провинциальных городов: так, на Востоке это были Смирна, Лаодикея, Перинф.
Домициан без каких-либо трудностей унаследовал верховную власть. В тот же день, 13 сентября, преторианцы провозгласили его императором, а на следующий день сенат предоставил ему все полномочия и титулы.

## Внешность
Согласно Светонию, Тит с отроческих лет «блистал телесными и душевными достоинствами» и отличался «замечательной красотой». Тацит тоже пишет о «красивой, даже величественной внешности». При этом Тит был невысок, с годами у него появился небольшой живот. На монетах его лицо очень похоже на лицо Веспасиана с неизбежными возрастными различиями.
Сохранились три прижизненных скульптурных изображения Тита. Это скульптура в Ватиканском музее, изображающая его в позе оратора и одетым в тогу, а также два бюста — в Археологическом музее в Неаполе и в парижском Лувре. Первый из них выполнен в реалистичной манере, второй явно идеализирует императора, изображая его более молодым.

## Личная жизнь

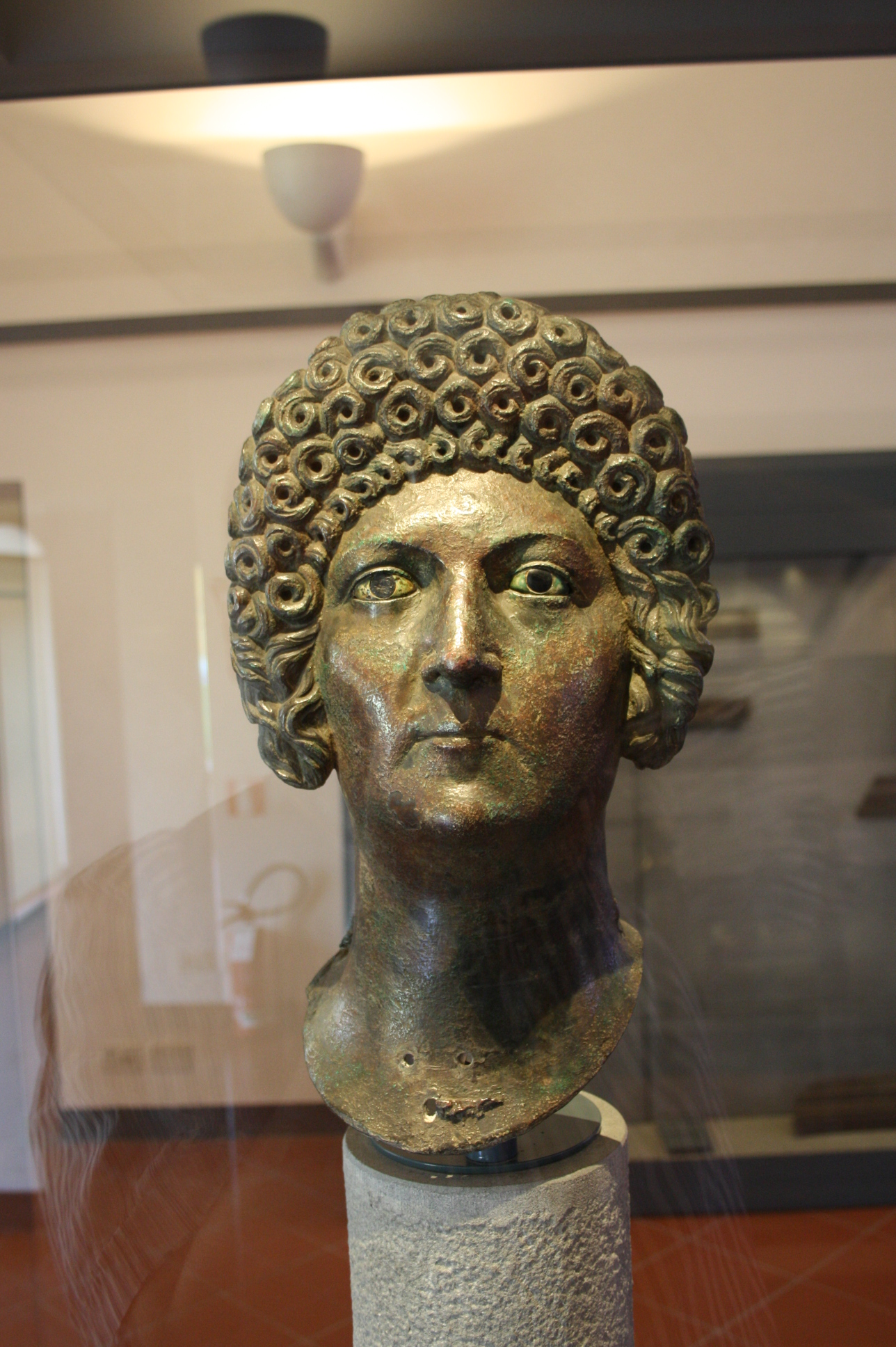
Юлия Флавия

Тит был дважды женат. В правление Нерона он женился на Аррецине Тертулле, дочери Марка Аррецина Клемента, который был префектом претория при Калигуле. Эта матрона умерла спустя всего год, и Тит вступил во второй брак — с Марцией Фурниллой. Сразу после рождения дочери он дал жене развод. Причиной этому могла быть связь родственников Марции с заговором Пизона (65 год), с участниками которого Нерон жестоко расправился. Больше Тит не женился. Во время правления отца он увлекался мальчиками и евнухами, из-за чего в Риме его упрекали в сладострастии. Ходили слухи, что Тит сделал своей любовницей жену брата Домицию Лонгину, но та поклялась мужу, что это неправда.
Тит был влюблён в царицу Беренику, сестру Ирода Агриппы II Иудейского и правнучку Ирода Великого, которая была старше его на одиннадцать лет и состояла последовательно в трёх браках, в том числе один раз — со своим дядей. Роман между Титом и Береникой начался во время Иудейской войны, а в 74 году царица приехала в Рим и долгое время жила в императорском дворце. По слухам, Тит обещал на ней жениться. Эта связь столкнулась со всеобщим осуждением: она вызывала крайне неприятные для Флавиев ассоциации с Марком Антонием и Клеопатрой. Тит жестоко наказал нескольких критиков, но в конце концов выслал Беренику из Рима — «против её и против своего желания». Дата высылки точно неизвестна, но предположительно это произошло вскоре после смерти Веспасиана.
Единственную дочь Тита от Марции Фурниллы, Юлию Флавию, Веспасиан хотел выдать за Домициана, но тот отказался от такого брака. Мужем Юлии стал её двоюродный дядя Тит Флавий Сабин. Позже Домициан соблазнил племянницу, а придя к власти, казнил её супруга (82 год). Юлия открыто жила с дядей в императорском дворце и носила титул августы; она умерла в 91 году из-за неудачного аборта.

## В источниках
Положительный образ Тита начал формироваться ещё во время правления его отца: воинские успехи наследника императора красочно описывали историк Иосиф Флавий (он писал о Тите в откровенно панегирическом стиле), эпические поэты Гай Валерий Флакк и Силий Италик. Официальная идеология подчёркивала тот факт, что и Веспасиан, и его старший сын денно и нощно заботятся о благе государства. В рамках этого дискурса Плиний Старший, посвятивший Титу свою «Естественную историю», изданную в 77 или 78 году, снабдил этот труд оглавлением — чтобы сэкономить младшему Флавию время «для его обязанностей и забот». После смерти Тит был обожествлён, и Домициан позаботился о его культе. В то же время младший брат неоднократно негативно отзывался о Тите в своих речах и эдиктах: обвинял его в подделке отцовского завещания, заявлял, будто именно он, Домициан, обеспечил Флавиям верховную власть. Согласно Диону Кассию, сенаторы в самом начале правления Домициана не понимали, нужно ли им превозносить Тита или это небезопасно.
Тит был изображён в «Истории», написанной зятем Гнея Юлия Агриколы Тацитом предположительно к 109 году. Этот труд изначально охватывал всё правление династии Флавиев, но из десяти или двенадцати книг сохранились только первые четыре полностью и пятая примерно на треть. Речь в них идёт о событиях 69 и 70 годов, когда происходили гражданская война и осада Иерусалима, и для этого периода Тацит является главным источником. Автор «Истории» испытывал к Титу большую симпатию: он пишет, что Тит отличался умом, твёрдостью характера, «красивой, даже величественной, внешностью»; «держал себя достойно, но решительно»; был умелым военачальником.

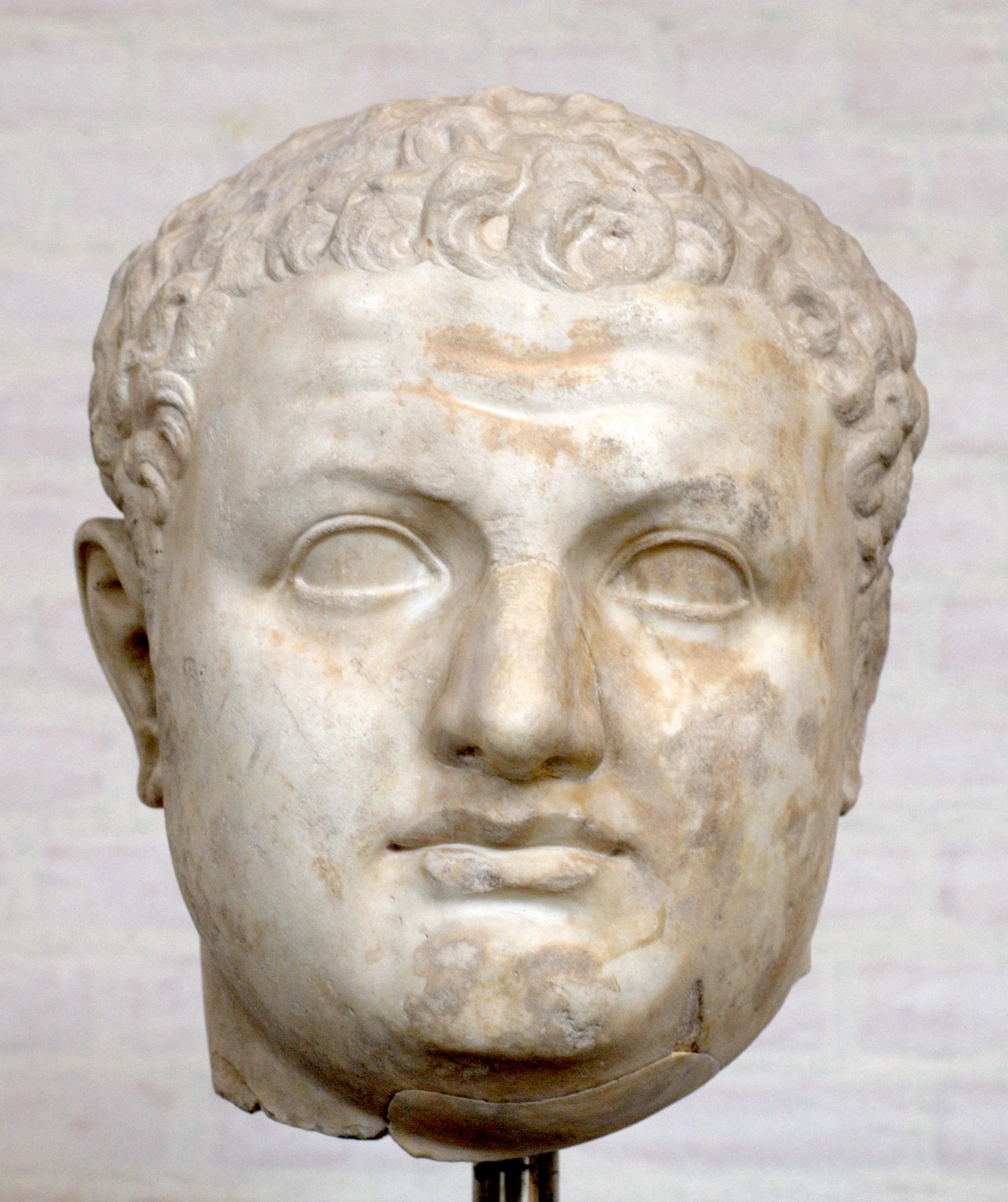
Голова античной статуи Тита (Мюнхенская Глиптотека)

Единственный сохранившийся источник, который даёт цельное описание жизни и личности Тита, — это «Жизнь двенадцати цезарей» Светония, написанная при первых Антонинах. Её автор подчёркивает контрасты в характере императора до и после его прихода к единоличной власти, а также разницу между Титом и Домицианом. По его словам, при жизни отца Тит имел репутацию человека жестокого, алчного, развратного, из-за чего его считали «вторым Нероном», а его прихода к власти ждали со страхом. Но после смерти Веспасиана Тит совершенно преобразился, став «отрадой и любовью всего человечества»: он неизменно проявлял щедрость, доброту, великодушие, уважение к чужой собственности, умение выбирать друзей. В историографии существуют разные объяснения этой метаморфозы: одни учёные считают, что панегиристы Тита противопоставляли его Домициану, другие — что Тит действительно изменился, приобретя политический опыт и осознав, что одними репрессиями ничего не добиться, третьи — что он цинично заменил одну маску другой. Существует мнение, что хорошей репутацией Тит обязан исключительно ранней смерти: Калигула и Нерон в самом начале правления тоже зарекомендовали себя с самой лучшей стороны, но позже стали худшими из тиранов.
В законченном виде эта мысль была сформулирована ещё Дионом Кассием, написавшим свою «Римскую историю» после 211 года. В подтверждение историк провёл параллель между Титом и Августом:

В этом отношении, как считают, он сравнялся с многолетним правлением Августа, потому что ни Августа так не любили бы, проживи он меньшее время, ни Тита, проживи он дольше. Ибо первый, хотя и вёл себя весьма жестоко из-за войны и междоусобиц, имел потом возможность на протяжении [немалого] срока отличиться замечательными благодеяниями; Тит же, правивший милостиво, умер на вершине своей славы, а если бы он прожил долго, то можно было бы утверждать, что благоприятным мнением о себе он обязан больше удаче, нежели собственной доблести.
— Дион Кассий. Римская история, LXVI, 18
В целом в рамках античной культуры образ Тита стал идеалом правителя — милосердного, щедрого, живущего ради подданных. Он стал образцом для подражания в эпоху Антонинов.

## В художественной культуре
В произведениях искусства Тит фигурирует главным образом в связи с тремя сюжетами. Это его беспримерное милосердие (милосердие Тита), его любовь к Беренике и взятие Иерусалима в 70 году с последующим разрушением Храма. Последнее оценивается в традиции, начиная с Талмуда, как наказание иудеев свыше за их грехи.

### Живопись

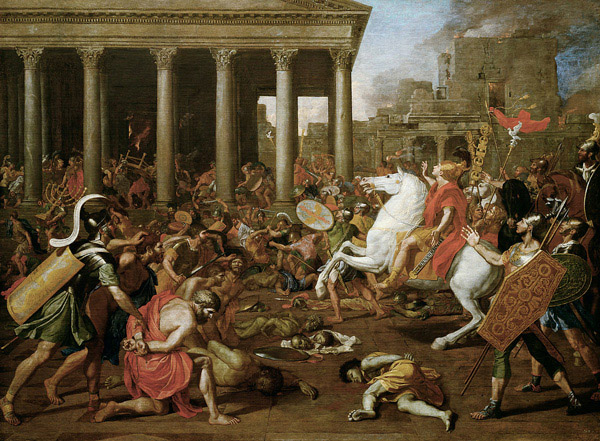
Никола Пуссен. Взятие Иерусалима императором Титом. 1637

Взятие Иерусалима изобразил на одной из своих картин французский живописец XVII века Никола Пуссен. На этой картине, созданной в 1625 году для кардинала Франческо Барберини, Тит пытается предотвратить разрушение Храма. На заднем плане в храмовом портике кипит схватка; на переднем плане изображены с правой стороны скачущий на коне Тит, а с левой — римские солдаты, которые держат пленников. Все они обращены лицами к почти пустому центру композиции, где лежат расчленённые тела. В XIX веке картину «Разрушение Иерусалима Титом» написал немецкий художник Вильгельм фон Каульбах (в 1841—1846 годах, по заказу короля Баварии Людвига I). В его изображении Тит является орудием божественного гнева; победу римлян празднуют ангелы и пророки. Этот же сюжет использовали в своих картинах британец Дэвид Робертс (1850 год) и итальянец Франческо Айец (1867 год).

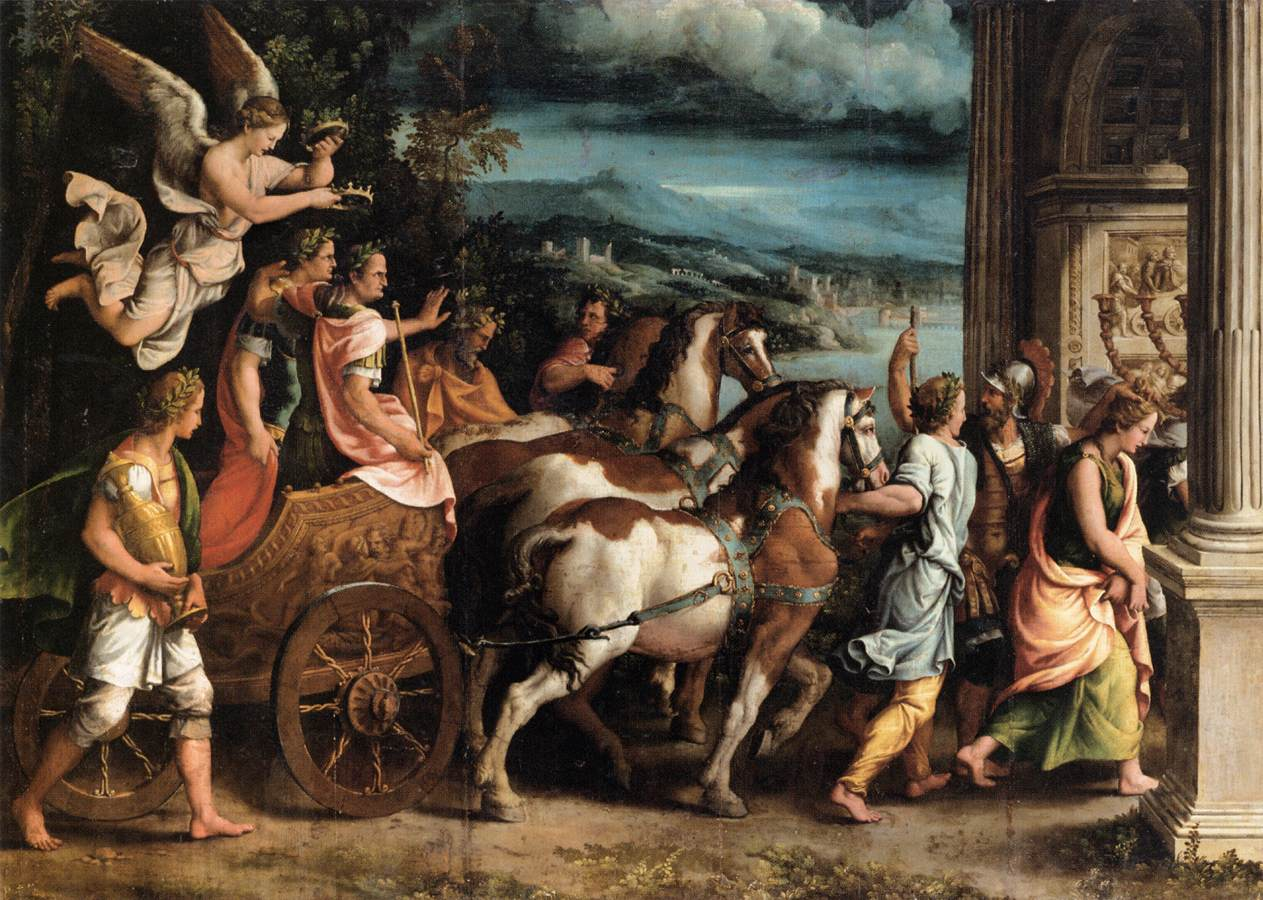
Джулио Романо. Триумф Тита и Веспасиана. Ок. 1537

Джулио Романо, один из основателей маньеризма, изобразил иудейский триумф (1540 год). На его картине Тит стоит рядом с отцом в колеснице, запряжённой четырьмя лошадьми и въезжающей под триумфальную арку. Ангел держит над головами обоих триумфаторов короны. Это же событие изобразил британский живописец викторианской эпохи Лоуренс Альма-Тадема (1885 год). У него семья Флавиев спускается пешком по лестнице, а зритель видит их глазами человека, стоящего у подножия. Впереди идёт Веспасиан, за ним — сыновья: Тит один, Домициан — держа за руку Домицию Лонгину; при этом Тит и Домиция смотрят друг на друга. На заднем плане несут Менору.

### Музыка

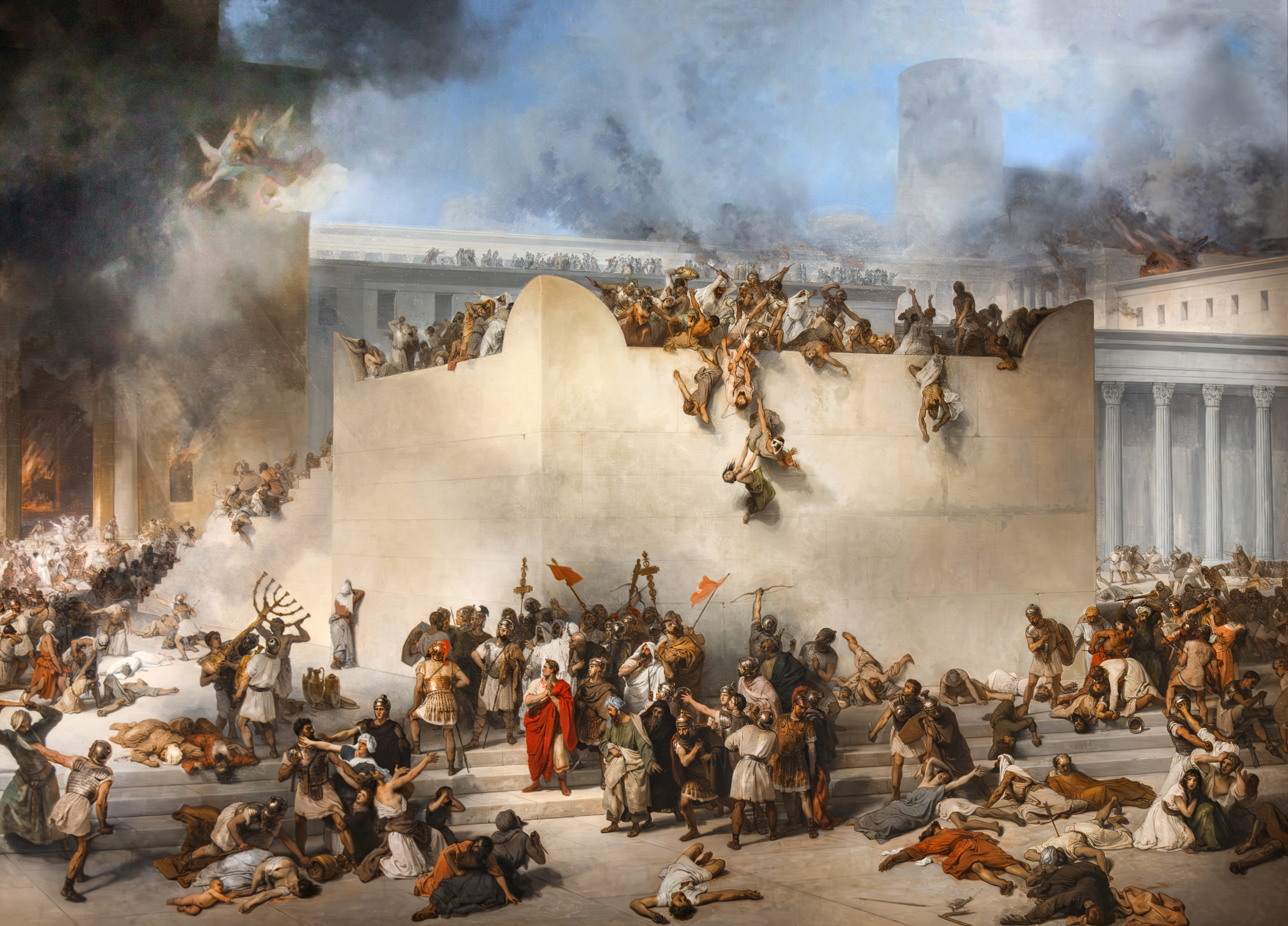
Франческо Айец. Разрушение Иерусалимского храма. 1867

Тит стал центральным персонажем ряда опер эпохи барокко. В частности, это «Тит» Антонио Чести (Венеция, 1666 год), действие которого происходит во время взятия Иерусалима. «Береника» Джузеппе Марии Орландини (Венеция, 1730 год) написана на основе одноимённой пьесы Расина, а опера Джованни Баттисты Феррандини с тем же названием (Мюнхен, 1730 год) заканчивается, вопреки классическому сюжету, счастливым финалом. Огромную популярность снискала «музыкальная драма» Пьетро Метастазио «Милосердие Тита» (написана в 1734 году), сюжетная основа для которой была взята и у Расина, и у Корнеля (причём у последнего не только из «Тита и Береники», но и из «Цинны»). Метастазио изучил ряд античных источников, деталями из которых украсил повествование, но в целом сюжет оперы слабо связан с историей. Один из центральных персонажей — дочь Авла Вителлия, влюблённая в Тита и в то же время мечтающая отомстить ему за отца. Узнав, что Тит хочет жениться на некоей Сервилии, Вителлия организует заговор. Мятежники поджигают императорский дворец, но Тит остаётся в живых. Он подписывает смертный приговор главе заговора Сексту, но накануне казни Вителлия во всём признаётся, и Тит великодушно прощает и её, и Секста. В финале хор прославляет милосердие и мудрость императора.
Метастазио написал свою пьесу ко дню тезоименитства императора Карла VI. Первым её положил на музыку Антонио Кальдара, а в дальнейшем свои оперы на то же либретто написали ещё почти 50 композиторов. В их числе Иоганн Адольф Хассе, создавший две музыкальных версии (первую — в 1738 году), Бальдассаре Галуппи (1741), Кристоф Виллибальд Глюк (1752), Никколо Йомелли (1753), Игнац Якоб Хольцбауэр (1757). Самая известная опера «Милосердие Тита» принадлежит перу Вольфганга Амадея Моцарта; она была написана для торжеств по случаю коронации Леопольда II как короля Чехии и впервые исполнена в Пражском Сословном театре в 1791 году. По мнению критиков, в этой трактовке образ Тита впервые получил подлинную психологическую глубину.
В XIX веке либретто Метастазио оставалось востребованным композиторами. При этом авторы музыки активно сокращали и модернизировали старый сюжетный материал. В частности, в 1803 году состоялась первая постановка оперы Антонио дель Фанте, в 1807 году — оперы Марко Портогалло.

### Кинематограф
Известны по крайней мере два художественных фильма, в которых появляется Тит. В 1980 году Жан-Пьер Поннель экранизировал оперу Моцарта; действие в этой киноленте происходит на фоне арки Тита, развалин терм Каракаллы и развалин виллы Адриана в Тиволи. В 2000 году «Береника» Расина была экранизирована Жаном-Даниэлем Верхаком. Тита в этом телевизионном фильме сыграл Жерар Депардьё. Император является одним из героев документального фильма BBC «Колизей. Арена смерти». В британском сериале «Римские загадки» (2007) Тита играет Николас Фаррелл, в американском сериале Роланда Эммериха и Марко Кройцпайнтнера «Обречённые на славу» (2024) — Том Хьюз.

## В историографии

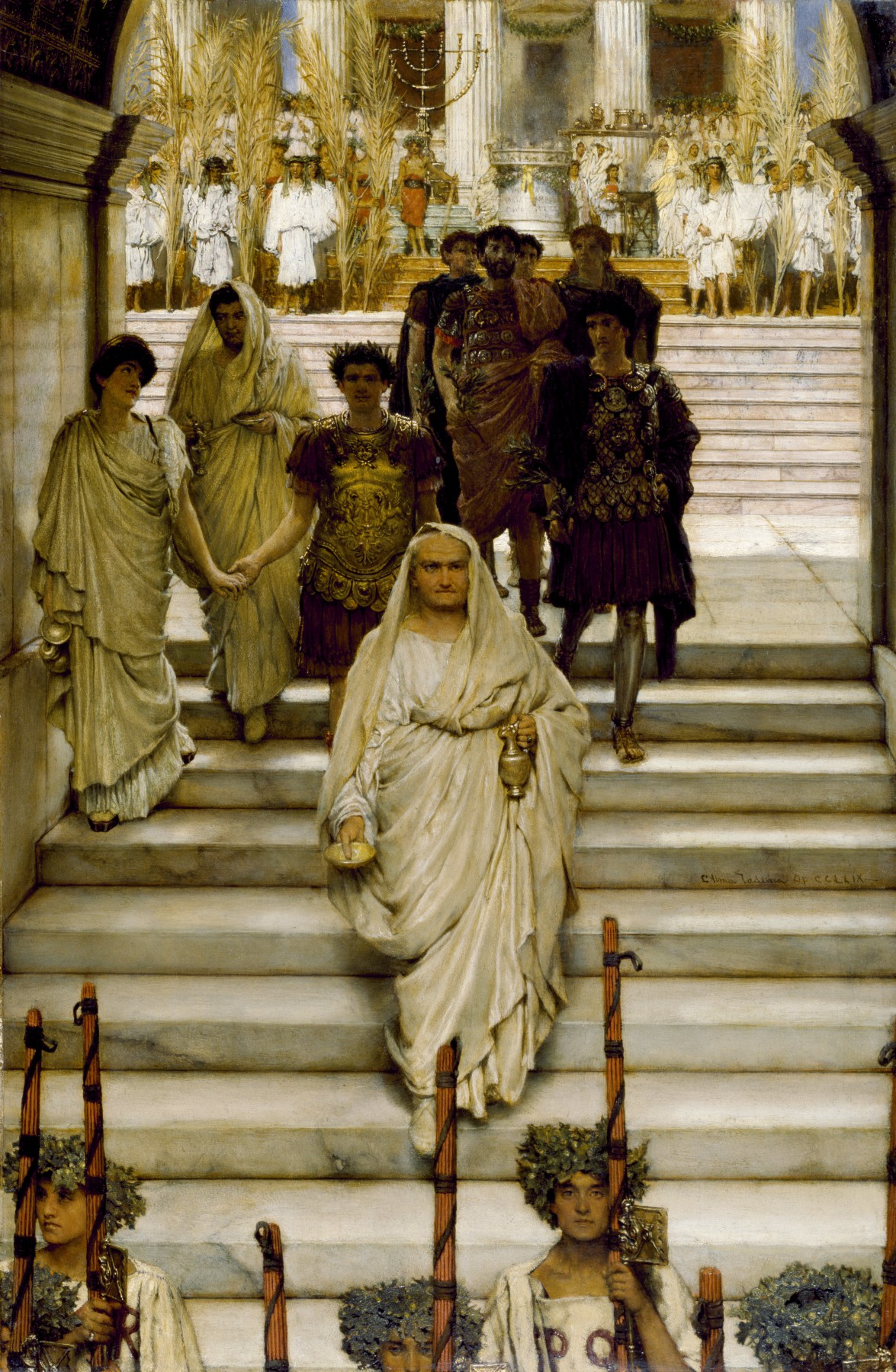
Лоуренс Альма-Тадема. Триумф Тита

При оценке правления Тита исследователи сталкиваются с определёнными трудностями: деятельность этого императора выглядит как естественное продолжение деятельности его отца, к тому же Тит единолично правил всего два года. В целом Тит оценивается как талантливый государственный деятель, который смог укрепить власть династии Флавиев. Б. Джонс характеризует его как наполненного благими намерениями сторонника автократии, которому удалось без каких-либо внешних эксцессов лишить сенат последних полномочий, оставив его де-юре органом высшей власти. В этом смысле Тит мог стать образцом для Траяна и последующих императоров до Марка Аврелия включительно. Сам Тит мог рассматривать опыт Августа как пример для подражания.
Российская исследовательница Е. Смирнова отмечает, что, в отличие от отца, апеллировавшего к республиканским ценностям, Тит использовал для упрочения своего авторитета образ щедрого, милостивого и непорочного «отца отечества», недосягаемого для критики. В отношениях с сенатом он, по мнению Смирновой, продолжил веспасиановскую политику мирного сосуществования.
Предметом отдельного рассмотрения в историографии стали отношения между Титом и Береникой. Особенно они интересовали учёных XIX века в связи с существовавшими тогда предубеждениями по отношению к евреям и эмансипированным женщинам. Многие историки видели в Беренике стареющую, честолюбивую, сексуально озабоченную женщину, пытавшуюся использовать в своих интересах молодого любовника. Оценивая отношения между Титом и Береникой, учёные впадали в одну из двух крайностей и рассматривали их либо «смехотворную страсть», либо как «роман всемирно-исторического значения». Еврейский историк Генрих Грец предположил, что Тит действительно пытался спасти Иерусалимский храм ради своей возлюбленной.